# Mansur Jumayev
Mansur Jumayev (ur. 13 maja 1975) – uzbecki judoka. Olimpijczyk z Sydney 2000, gdzie odpadł w eliminacjach w wadze półlekkiej.
Uczestnik mistrzostw świata w 1999. Startował w Pucharze Świata w 1998 i 2000. Brązowy medalista mistrzostw Azji w 1999 i 2000 roku.

## Letnie Igrzyska Olimpijskie 2000
| Konkurencja | Eliminacje           | Klas. końcowa |
| Konkurencja | Przeciwnik I         | Miejsce       |
| ----------- | -------------------- | ------------- |
| 66 kg       | Victor Bivol (MDA) P | 1 runda.      |